# Werkraum Bregenzerwald
Le Werkraum Bregenzerwald (littéralement « atelier de la forêt de Bregenz») est une coopération et une association d'artisans et de commerçants de la forêt de Bregenz  (Autriche) fondée en 1999.
Lors de la création de l'association, près d'un tiers de ses membres étaient menuisiers. En 2009, le Werkraum Bregenzerwald comptait 90 entreprises artisanales, de design et de technologie parmi ses membres.

## Philosophie et objectifs
Il offre à ses membres un soutien institutionnel dans les domaines du service aux membres, de l'innovation en matière de produits et de design, de l'éducation et de la formation, et de la culture du bâtiment. En soutenant et en établissant des réseaux entre artisans, le Werkraum Bregenzerwald contribue au développement économique et culturel régional. Aujourd'hui, l'association est reconnue internationalement comme un modèle pour les nouvelles formes d'artisanat.
"Notre initiative n'est pas une utopie rétrospective, pas une réponse à une crise. C'est un programme d'avenir pour assurer aux jeunes de cette vallée la perspective d'un travail indépendant et compétitif et d'une vie authentique."  – Werkraum Bregenzerwald

## Werkraumhaus
Le Werkraumhaus a ouvert ses portes dans le centre-ville d'Andelsbuch en 2013. Le bâtiment a été conçue par le célèbre architecte suisse Peter Zumthor et construite par les entreprises membres du Werkraum Bregenzerwald. Sa conception repose sur deux idées de base : d'une part, le bâtiment en forme de halle sert de lieu de rencontre et d'autre part de grande vitrine, de vitrine pour la culture artisanale de la forêt de Bregenz. Les coûts de construction du bâtiment se sont élevés à 3,8 millions d'euros.
Le Werkraumhaus accueille des expositions thématiques, des ateliers, des concours et des conférences sur l'artisanat et la culture du bâtiment ainsi que des présentations de produits des ateliers des entreprises membres. De plus, il comprend une boutique et un café,.

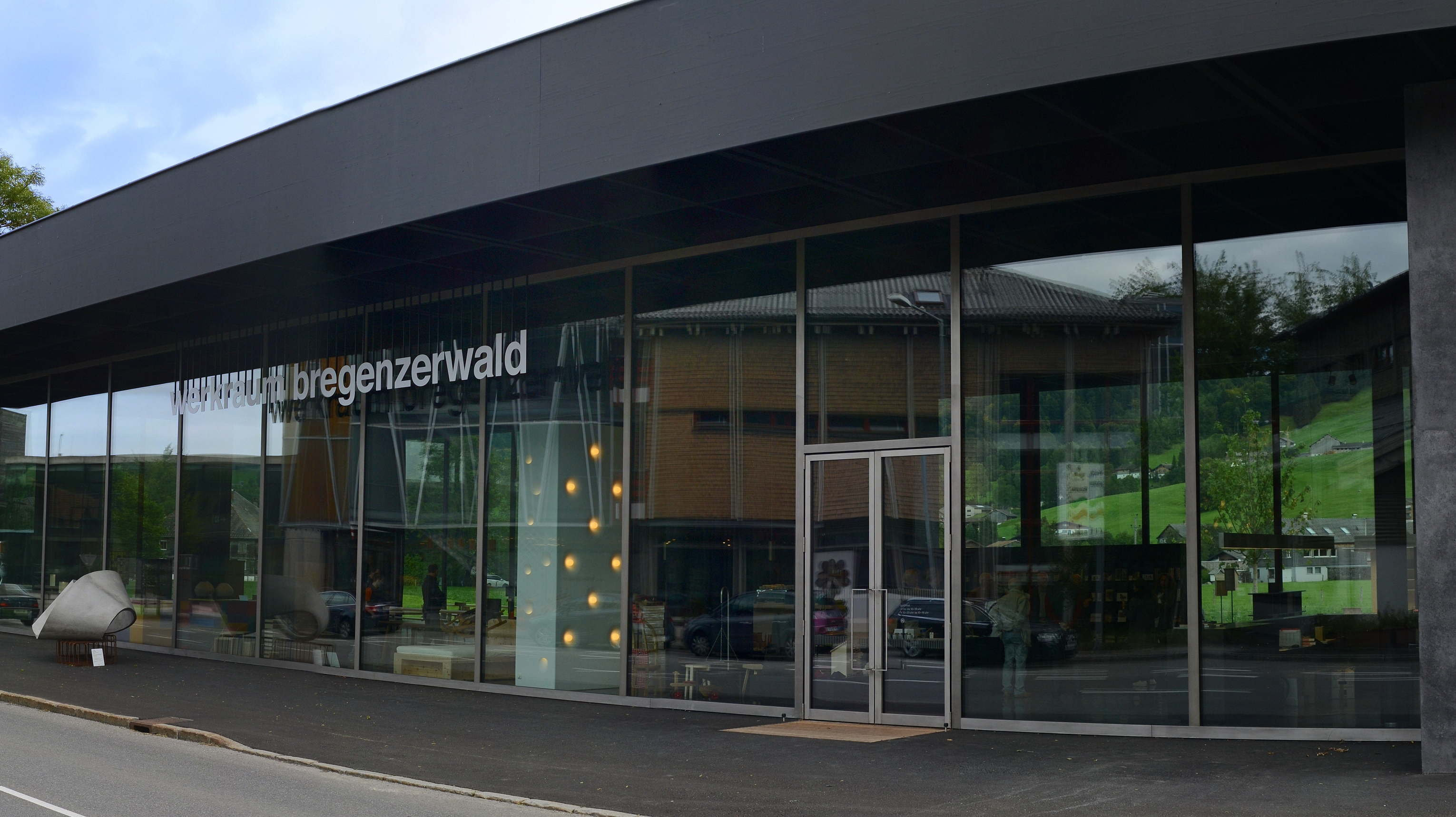
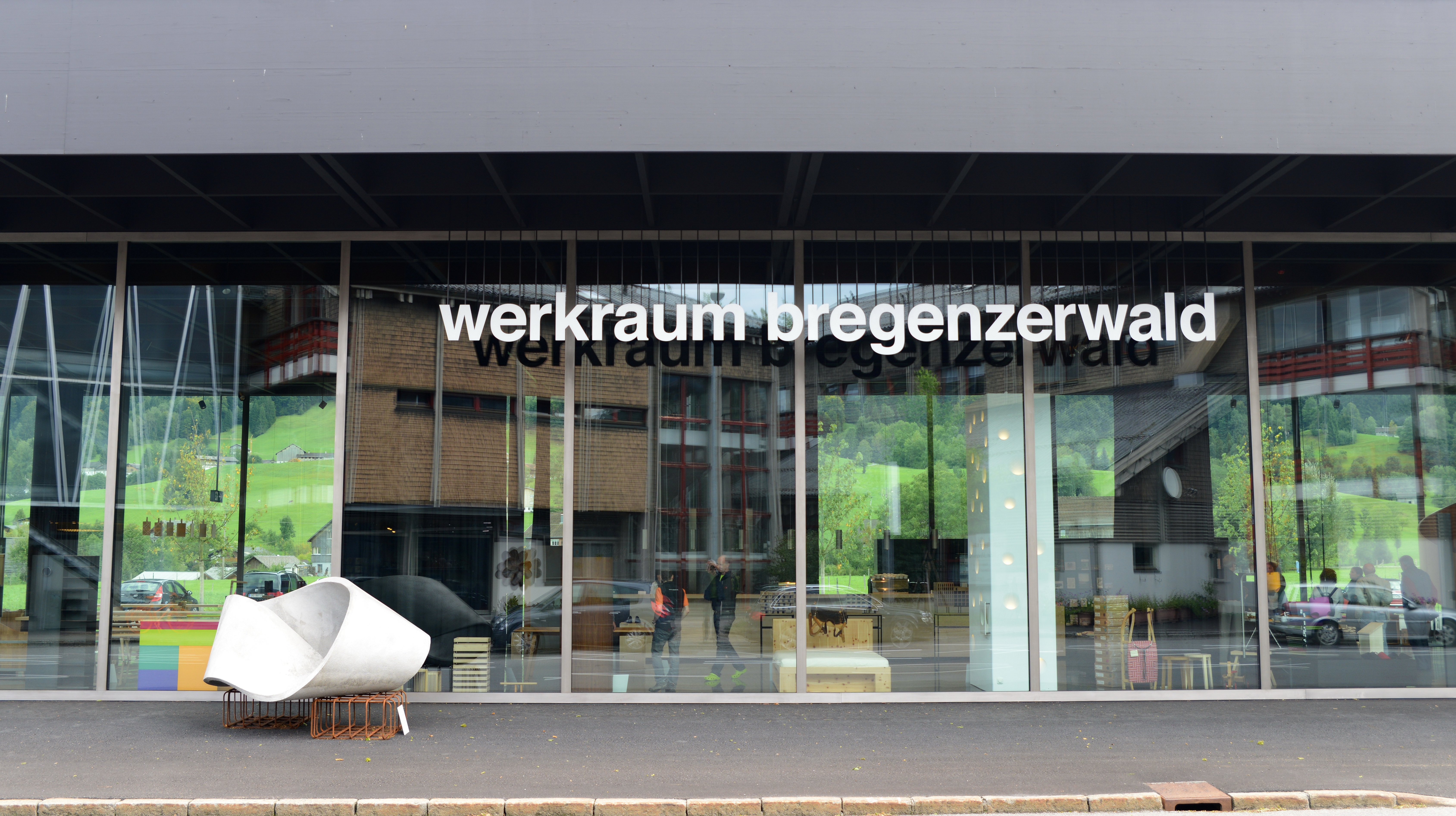
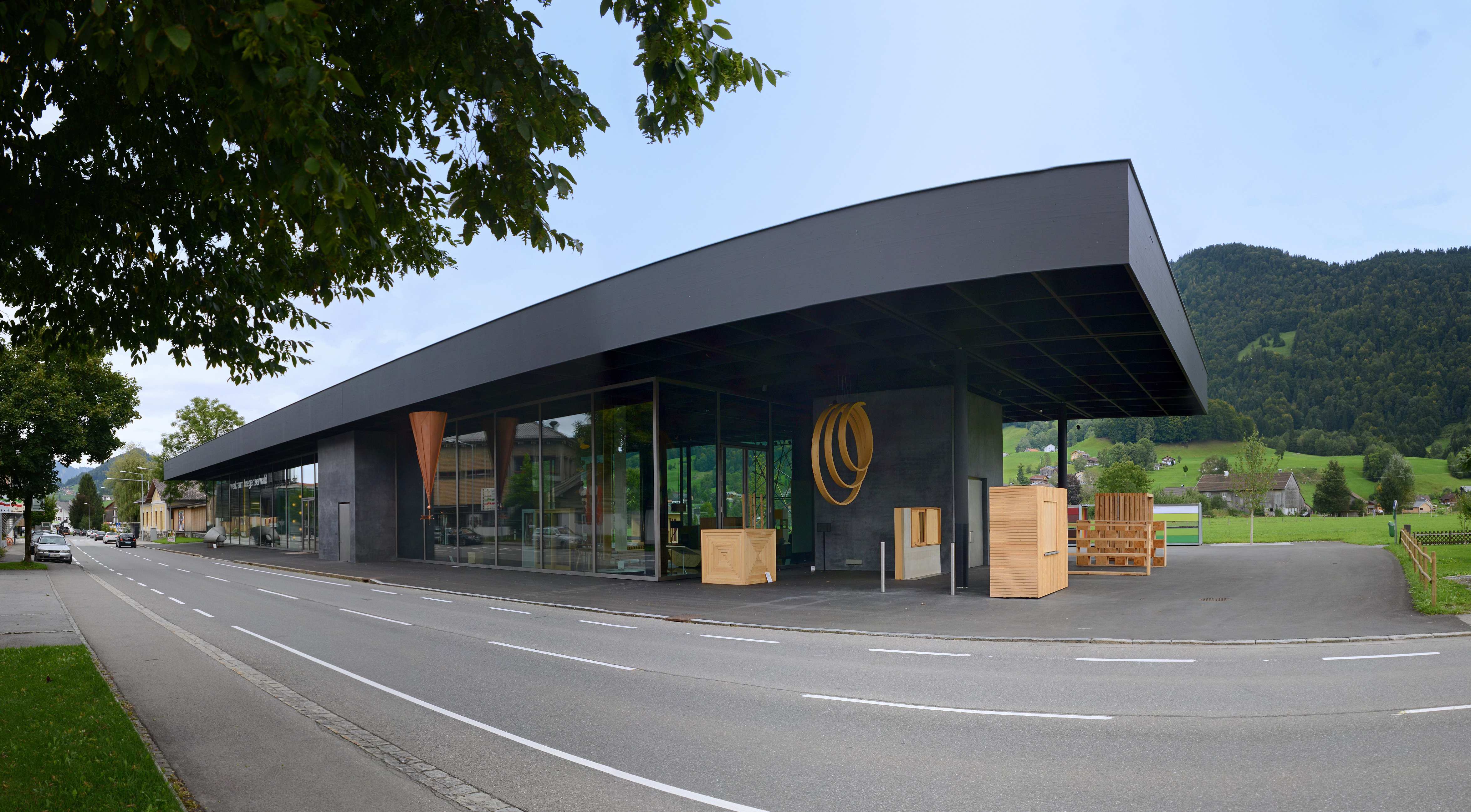

## Werkraum Lädolar
L'enseignement de l'artisanat aux enfants et aux jeunes est un élément essentiel du programme du Werkraum. Le Werkraum Lädolar est un établis mobile d'exposition et de pédagogie pour l'apprentissage de l'artisanat. Les Lädolar ont la taille d'une table. Le développement et la fabrication de ces conteneurs pédagogiques mobiles sont entre les mains des apprentis, des maîtres et des designers. un Lädolar peut être utilisé partout où des connaissances et de l'expérience des métiers de l'artisanat sont nécessaires et peut être emprunté sur demande.
Avec le Werkraum Lädolar, le Werkraum Bregenzerwald a reçu une nomination pour le Prix d'État autrichien (en) pour le design en 2009,.

## Prix et distinctions
Le bâtiment Werkraumhaus de l'architecte Peter Zumthor a reçu trois prix d'architecture :
- BTV Bauherrenpreis Prix 2013 [12],[13]
- ZV Bauherrenpreis 2014 [14]
- sept. Vorarlberger Hypo-Bauherrenpreis 2015 [15]

Lors de la conférence de l'UNESCO de 2016 à Addis-Abeba ( Éthiopie ), le Werkraum Bregenzerwald a été inscrit au « Registre international de bons exemples pratiques pour la conservation du patrimoine culturel immatériel » (voir Listes du patrimoine culturel immatériel de l'UNESCO (en)) ,